# Darkovičky

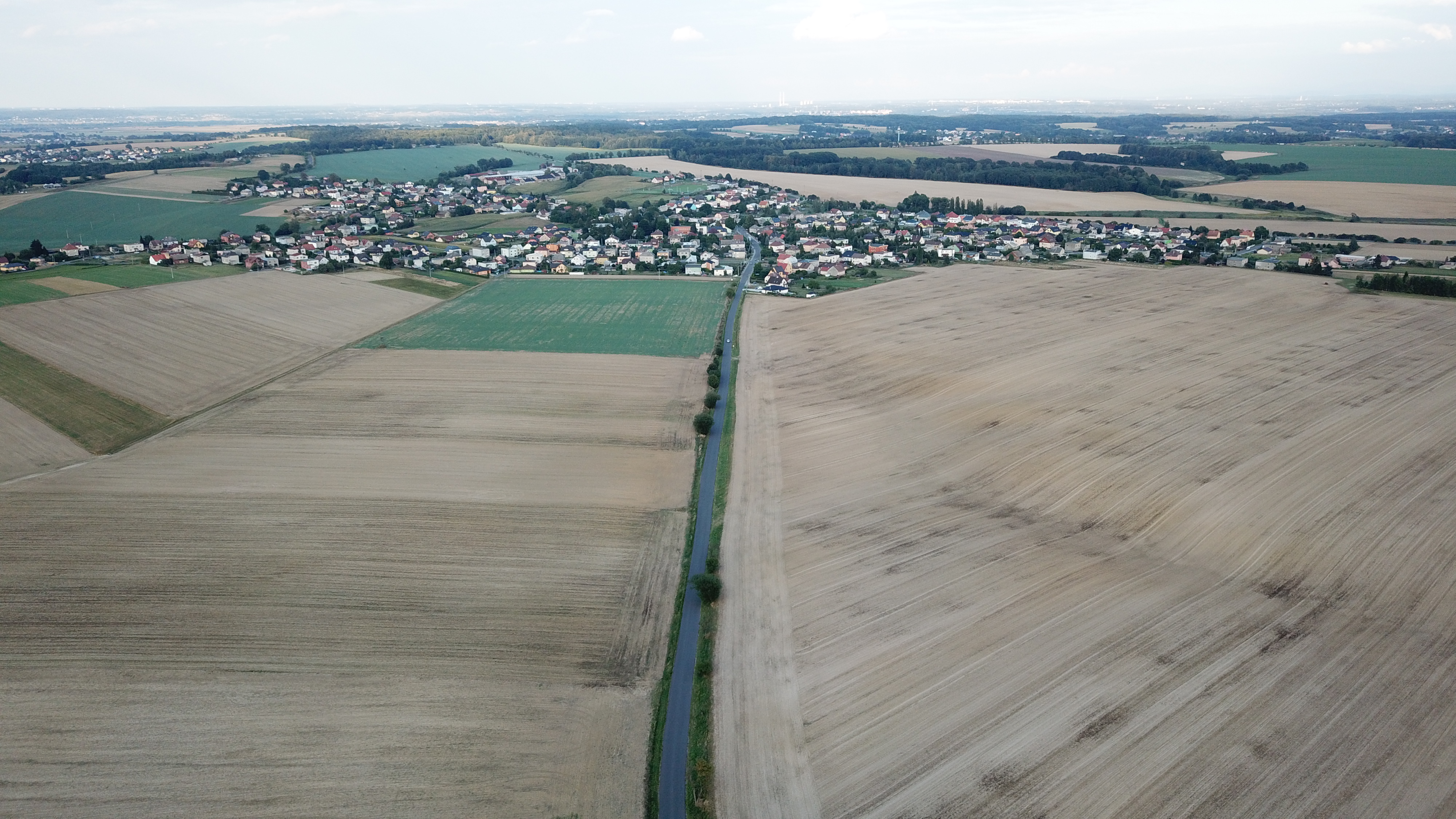
Darkovičky, pohled na obec od Hajného kříže, srpen 2018

Darkovičky (německy Klein Darkowitz, polsky Darkowice Małe nebo Darkowiczki) je velká vesnice, část města Hlučín v okrese Opava v Moravskoslezském kraji. Nachází se asi 2,5 km na sever od Hlučína. Prochází zde silnice II/469. V roce 2009 zde bylo evidováno 364 adres. V roce 2001 zde trvale žilo 1356 obyvatel.
Darkovičky je také název katastrálního území o rozloze 4,43 km2.
Severovýchodně od obce, směrem na Darkovice se nachází muzeum československého opevnění Hlučín-Darkovičky.

## Historie obce
Pravděpodobně na místě zaniklých Žibřidovic byla založena nová ves Darkovičky, která se poprvé připomíná při dělení Opavska v roce 1377. Tehdy ve vsi žil zeman Hanuš, který příslušel pod pravomoc opavských knížat Hanuše a Přemka. Samostatný statek Darkovičky byl personálně spojen od 15. století s Markvartovicemi za majitelů Bzenců z Markvartovic. Po smrti otce Fabiána a smrtí bratří Jana a Jiřího zdědil Markvartovice s Darkovičkami Kryštof Bzenec mající za manželku Ludmilu Birkovou z Násile, v roce 1551 odprodal Markvartovice a ponechal si jen Darkovičky, kde zbudoval tvrz. Evangelický majitel neměl lehké pořízení se sousedy, katolickými pány z Vrbna na Hlučíně, kteří se soudili nejprve o majetek s velehradskými cisterciáky a pak se soustředili na Kryštofa Bzence. V roce 1566 inscenovali jeho přepadení v Darkovičkách, kde jej svázaného dovlekli na náves a pak jej propustili, aby se záhy dobývali do jeho dvora. Za této napjaté situace pan Kryštof raději Darkovičky následujícího roku pánům z Vrbna prodal a usídlil se v Opavě. Takto byly Darkovičky připojeny k hlučínskému panství. Evangelíci z tohoto panství se nadále scházeli tajně k bohoslužbám, a není proto divu, že za třicetileté války zde došlo k vážným střetům, při kterých Darkovičky zpustly. Za majitele Františka Řehoře hraběte Gianini žilo v Darkovičkách k roku 1721 10 sedláků a 7 zahradníků. Panský dvůr a krčma patřily majitelům hlučínského panství. V roce 1823 požár zničil v Darkovičkách většinu dřevěných budov, v roce 1831 pro nově založenou školu obec koupila podle pověsti bývalý rytířský zámek Bzenců s výčepním právem a sousední kovárnu. 8. září 1863 byl ve vsi odhalen pomník zdejšího rodáka a sochaře Jana Jandy z Berlína „Panuj Marie“, v letech 1873–1874 byla postavena kaple. Po připojení k ČSR měly Darkovičky rozlohu 477 ha, 870 obyvatel. Obec byla v roce 1930 elektrifikována. Již od 12. června 1960 se stala městskou čtvrtí Hlučína. Pozoruhodná je zdejší expozice československého opevnění před 2. světovou válkou.
Ze vsi pochází německý klasicistní sochař Johannes Janda.

## Vodstvo obce
Darkovičkami protéká potok Jasénka, který na katastrálním území Darkoviček také pramení a který je přítokem řeky Opava.

### Reference

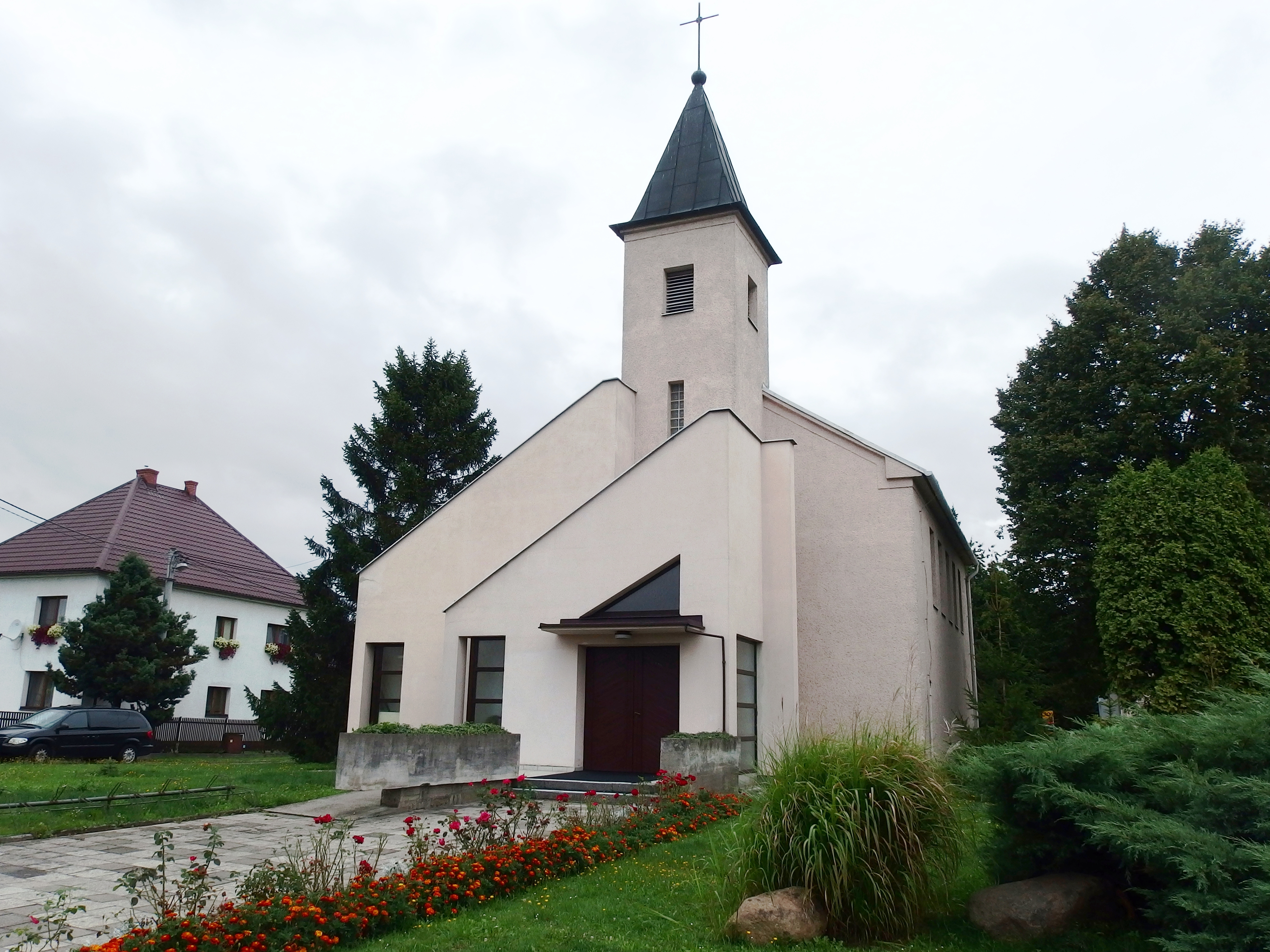
Darkovičky- kaple Panny Marie Nanebevzaté

### Externí odkazy

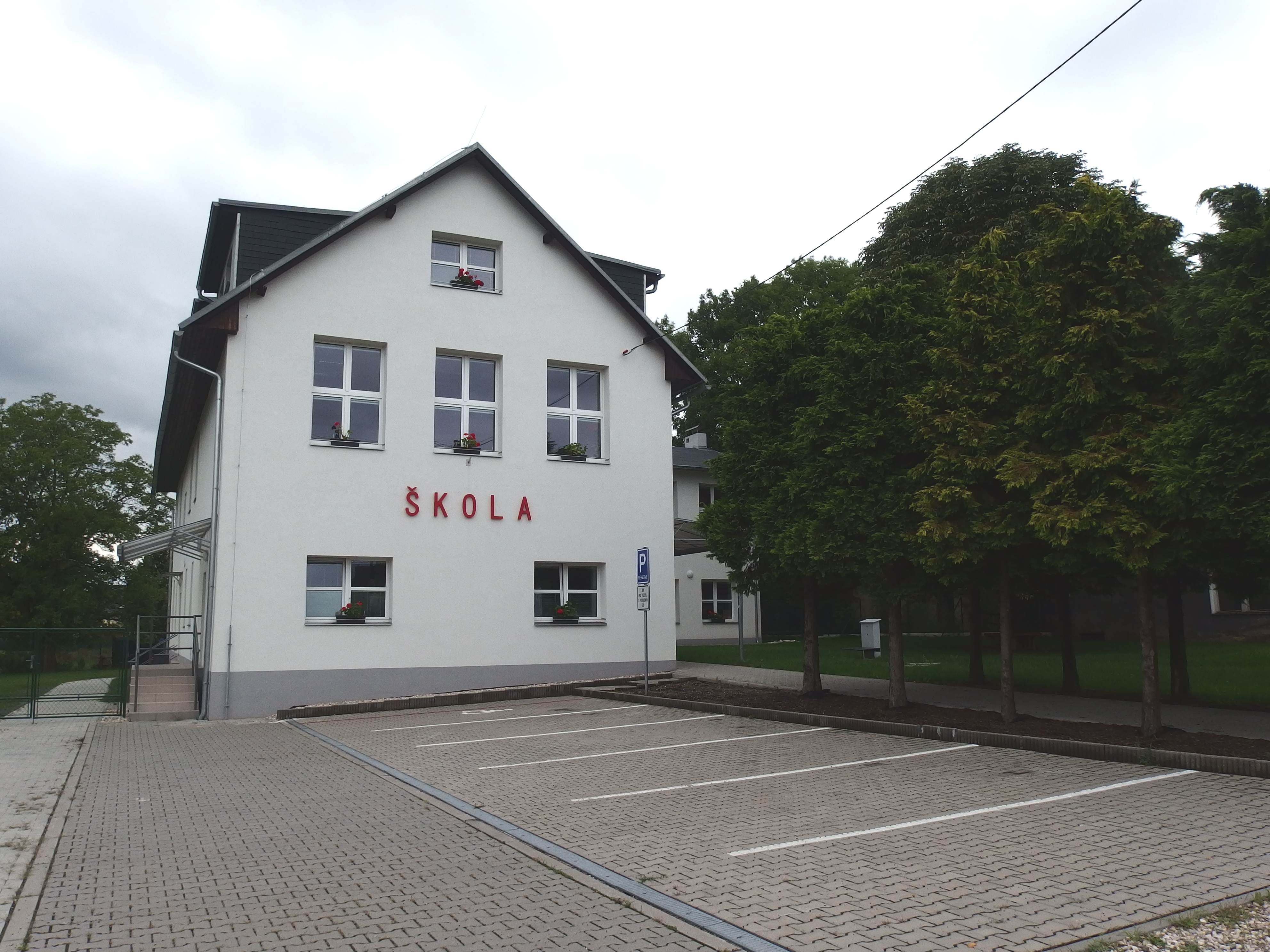
Darkovičky- Základní škola